# Songs with Legs
Albums par Carla Bley
Big Band Theory
(1993) The Carla Bley Big Band Goes to Church
(1996)
Songs with Legs est un album du saxophoniste Andy Sheppard, de la pianiste et compositrice de jazz Carla Bley et du bassiste Steve Swallow sorti en 1994 chez WATT/ECM. Cette formation a également enregistré Trios en 2013, Andando el tiempo en 2016 et Life Goes On en 2020.
Il a été enregistré pendant des concerts donnés en mai 1994 en France, en Italie, en Autriche, en Allemagne, en Turquie et au Royaume-Uni.
Carla Bley, qui s'était plutôt concentrée sur son travail de compositrice et arrangeuse, prend ici, ainsi qu'avec Go Together (1992), une juste place en tant que soliste. Swallow assure le rôle harmonique qu'aurait un guitariste.

## Liste des pistes
| No | Titre                                    | Musique         | Durée |
| -- | ---------------------------------------- | --------------- | ----- |
| 1. | Real Life Hits                           | Carla Bley      | 8:08  |
| 2. | The Lord Is Listenin' to Ya, Hallelujah! | Carla Bley      | 7:48  |
| 3. | Chicken                                  | Carla Bley      | 8:21  |
| 4. | Misterioso                               | Thelonious Monk | 10:20 |
| 5. | Wrong Key Donkey                         | Carla Bley      | 12:02 |
| 6. | Crazy with You                           | Carla Bley      | 7:37  |

## Personnel
- Carla Bley : piano
- Andy Sheppard : saxophone ténor et soprano
- Steve Swallow : guitare basse